# Społeczność Chrześcijańska w Płocku
Społeczność Chrześcijańska w Płocku – zbór Kościoła Chrystusowego w RP działający w Płocku.